# Guiné Equatorial nos Jogos Olímpicos de Verão de 2004
Guiné Equatorial competiu nos Jogos Olímpicos de Verão de 2004, em Atenas, na Grécia.